# Coppa CEV 1999-2000 (femminile)
La Coppa CEV di pallavolo femminile 1999-2000 è stata la 20ª edizione del terzo torneo pallavolistico europeo per squadre di club; iniziata con la fase preliminare il 26 novembre 1999, si è conclusa con la final-four di Reggio Calabria, in Italia, il 4 marzo 2000. Al torneo hanno partecipato 48 squadre e la vittoria finale è andata per la prima volta alla Virtus Reggio Calabria.

## Squadre partecipanti
| - USSP Albi - TVC Amstelveen - VakıfBank - Panellīnios - Poštar - Benidorm - AF Bila Tserkva - Královo Pole - NIM SE - Diego Porcelos - Universitatea Craiova - Eger | - VDK Gent - Graz - Vanajan - Holte - Penicilina Iași - Güneş Sigorta - DJK Karbach - Bayer Leverkusen - Apollōn Limassol - BTV Lucerna - OK Lukavac - Madeira | - Stal Mielec - Kamunal'nik Mahilëŭ - CSKA Mosca - ASPTT Mulhouse - HIT Nova Gorica - Novo Mesto - Fakel - Dynamo-Dženestra - 80 Pétange - Maccabi Ra'anana - Virtus Reggio Calabria - Filathlītikos Salonicco | - Dobrinja - Kanti - Sokol Wien - AIS Šumen - Studenti Tirana - Datovoc Tongeren - Tre Penne - Vicenza - Vilacondense - RSR Walfer - Weert - Zrenjanin 023 |

## Primo turno

### Squadre qualificate
| - Panellīnios - Královo Pole - VDK Gent - Güneş Sigorta - DJK Karbach - Stal Mielec | - ASPTT Mulhouse - Vilacondense - Vicenza - CSKA Mosca - Weert |

## Ottavi di finale

### Squadre qualificate
- Panellīnios
- Güneş Sigorta
- Stal Mielec
- CSKA Mosca
- Fakel
- Virtus Reggio Calabria
- Datovoc Tongeren
- Vicenza

## Quarti di finale

### Squadre qualificate
| - Güneş Sigorta - Virtus Reggio Calabria - Datovoc Tongeren - Vicenza |

## Final-four
La final four si è disputata a Reggio Calabria ( Italia). Le semifinali si sono giocate il 3 marzo mentre le finali per il terzo e il primo posto il 4 marzo.

### Finali 1º - 3º posto
|  | Semifinali             | Semifinali             | Semifinali |         |                        | Finale 1º/2º posto     | Finale 1º/2º posto | Finale 1º/2º posto |  |
|  |                        |                        |            |         |                        |                        |                    |                    |  |
|  | Virtus Reggio Calabria | Virtus Reggio Calabria | 3          |         |                        |                        |                    |                    |  |
|  | Virtus Reggio Calabria | Virtus Reggio Calabria | 3          |         |                        |                        |                    |                    |  |
|  | Datovoc Tongeren       | Datovoc Tongeren       | 0          |         |                        |                        |                    |                    |  |
|  | Datovoc Tongeren       | Datovoc Tongeren       | 0          |         | Virtus Reggio Calabria | Virtus Reggio Calabria | 3                  |                    |  |
|  |                        |                        |            |         | Virtus Reggio Calabria | Virtus Reggio Calabria | 3                  |                    |  |
|  |                        |                        | Vicenza    | Vicenza | 1                      |                        |                    |                    |  |
|  | Vicenza                | Vicenza                | Vicenza    | Vicenza | 1                      | 3                      |                    |                    |  |
|  | Vicenza                | Vicenza                |            |         |                        | 3                      |                    |                    |  |
|  | Güneş Sigorta          | Güneş Sigorta          | 0          |         |                        | Finale 3º/4º posto     | Finale 3º/4º posto | Finale 3º/4º posto |  |
|  | Güneş Sigorta          | Güneş Sigorta          | 0          |         |                        |                        |                    |                    |  |
|  |                        |                        |            |         |                        |                        |                    |                    |  |
|  |                        |                        |            |         |                        | Datovoc Tongeren       | Datovoc Tongeren   | 0                  |  |
|  |                        |                        |            |         |                        | Datovoc Tongeren       | Datovoc Tongeren   | 0                  |  |
|  |                        |                        |            |         |                        | Güneş Sigorta          | Güneş Sigorta      | 3                  |  |